# Diepenau
Der Flecken Diepenau liegt im südlichen Landkreis Nienburg/Weser in Niedersachsen an der Grenze zu Nordrhein-Westfalen und dessen Kreis Minden-Lübbecke. Er ist Mitgliedsgemeinde der  Samtgemeinde Uchte.

## Geografie

### Geografische Lage
Diepenau liegt zwischen Rahden im Westen und Warmsen im Ost-Nordosten, etwa 7 km südwestlich des Großen Moors.

### Fleckengliederung
Der Flecken Diepenau besteht aus dem Kernort sowie den Ortsteilen Bramkamp, Lavelsloh, Essern, Steinbrink und Nordel
Folgende Flüsse und Bäche fließen durch den Flecken:
- Große Wickriede
- Kleine Wickriede
- Bramkämper Bach
- Beeke
- Weberbach

Zwei Kirchspiele befinden sich im Flecken:
- Lavelsloh-Diepenau-Bohnhorst
- Essern-Steinbrink-Nordel

## Geschichte
Der Ursprung des Wortteiles „diep“ liegt nicht, wie man aus heutiger Sicht annehmen könnte, in „tief“, sondern in „dip“ mit der Bedeutung „Moor, Morast“. Depenouwe und andere Ableitungen deuten auf die Lage in einer feuchten, wiesenreichen Gegend hin: „Moorige, morastige Aue“.
Der Übergang über den Fluss Wickriede in mooriger Umgebung war früher wichtig für Fernverbindungen. Die alte Poststraße von Hannover nach Osnabrück kreuzte hier mit der Süd-Nord-Verbindung von Minden nach Oldenburg. Das erklärt auch die Jahrhunderte dauernden Streitigkeiten zwischen den Bischöfen von Minden und den Grafen von Hoya. In einer Hoyaer Urkunde wird erwähnt, dass 1383 die Burg Diepenau – hier genannt „dat nige Slot, geheten de Depenauwe“ – von den Mindenern zerstört worden sei. Wechselweise wurden in den folgenden Jahren Burgen und Schlösser erbaut und von der Gegenseite wieder zerstört. Bis ins 18. Jahrhundert hinein bestanden unterschiedliche Auffassungen über die Grenze des „Mindener Waldes“. In späteren Zeiten boten die Räume des Diepenauer Schlosses Beherbergungsmöglichkeiten für hochgestellte Persönlichkeiten. Auf dem Wege von Hannover über Holland nach England haben hier Mitglieder des hannoverschen Königshauses mehrfach übernachtet.
1822 zerstörte eine Feuersbrunst in Diepenau den kompletten Ort bis auf zehn Gebäude.
Im Jahre 1863 wohnten in Diepenau elf, in Uchte und Warmsen je drei jüdische Familien. Die Familien lebten hauptsächlich vom Schlachten, zudem betrieben sie etwas Ackerbau und handelten. Vorsteher der jüdischen Gemeinde Diepenau waren Herz Lilienfeld (1844), Isaak Wolfers (1856/57 und 1872 bis zu seinem Tod 1878), Hirsch S. Lilienfeld. Am 19. August 1938 verließen mit der Familie Samenfeld die letzten jüdischen Bewohner den Ort (Lavelsloh), um der nationalsozialistischen Gewaltherrschaft zu entkommen.

## Eingemeindungen
Am 1. März 1974 wurden die Gemeinden Essern, Nordel und Steinbrink eingegliedert.

## Politik

### Rat
Der Rat des Fleckens Diepenau besteht aus 15 Ratsfrauen und Ratsherren. Dies ist die festgelegte Anzahl für eine Mitgliedsgemeinde einer Samtgemeinde mit einer Einwohnerzahl zwischen 3001 und 5000 Einwohnern. Die Ratsmitglieder werden durch eine Kommunalwahl für jeweils fünf Jahre gewählt. Die aktuelle Amtszeit begann am 1. November 2016 und endet am 31. Oktober 2021.
Die letzte Kommunalwahl am 12. September 2021 ergab das folgende Ergebnis:
| Partei | Anteilige Stimmen | Anzahl Sitze |
| ------ | ----------------- | ------------ |
| CDU    | 58,48 %           | 9            |
| SPD    | 35,09 %           | 5            |
| FDP    | 3,55 %            | 1            |

Die Wahlbeteiligung bei der Kommunalwahl 2021 betrug 61,85 %.

### Bürgermeister
Der Rat wählte das Ratsmitglied Annegret Trampe (CDU) am 17. November 2021 erneut zur ehrenamtlichen Bürgermeisterin für die aktuelle Wahlperiode.

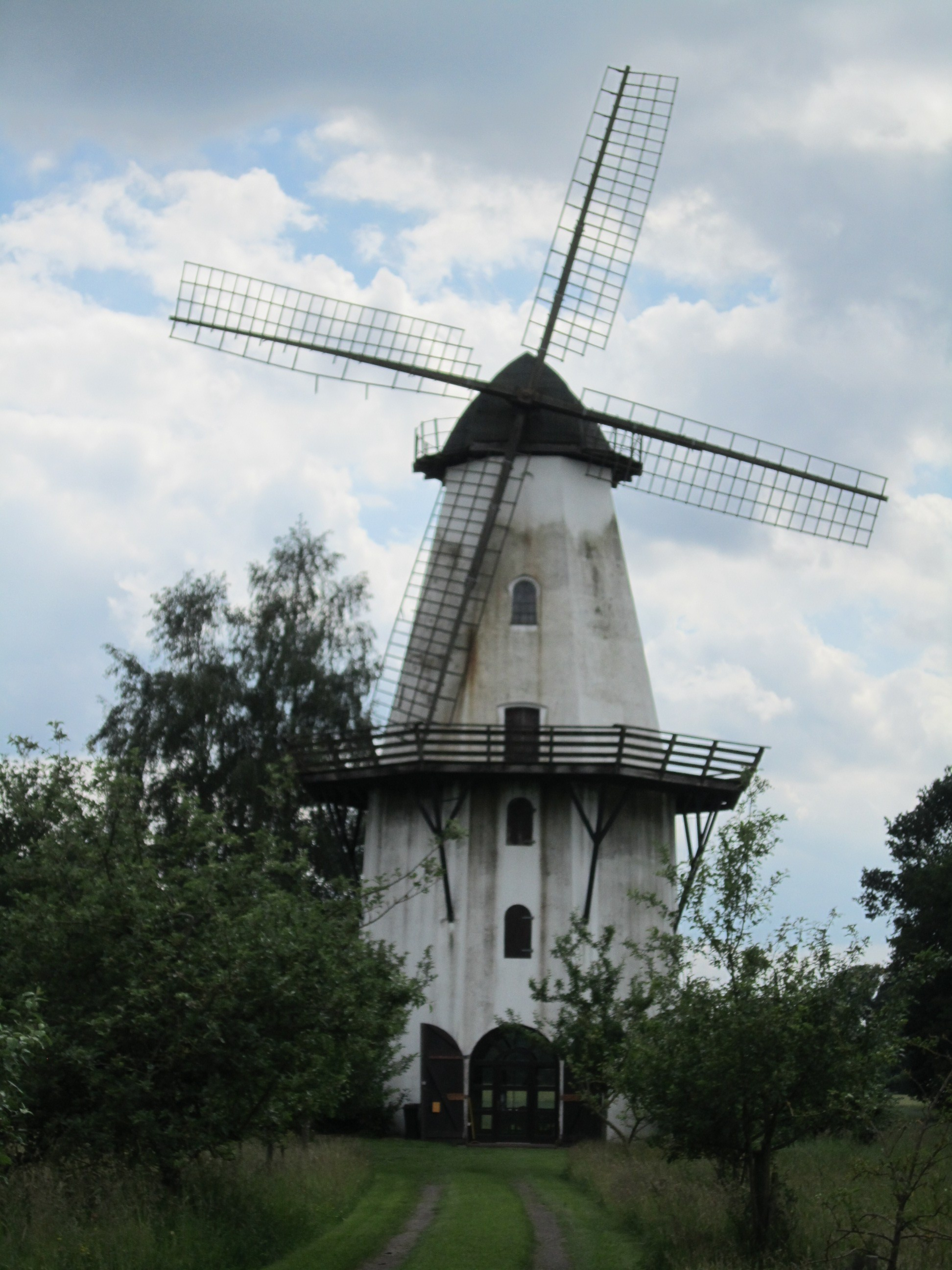
Windmühle Lavelsloh

## Kultur und Sehenswürdigkeiten

### Bauwerke
- Historisches Bahnhofsgebäude an der Bahnstrecke Nienburg–Rahden
- Windmühle
- Kirche in Lavelsloh von 1642

Bei Diepenau sind zwei Windkraftanlagen vom Typ Enercon E-126 in Betrieb. Jede Anlage hat eine Leistung von 7,5 MW, eine Nabenhöhe von 135 Metern und einen Rotordurchmesser von 127 Metern. Zudem steht dort noch eine Enercon E-115.

### Naturdenkmäler
- Landschaftssee „Maringen Diek“
- Moorlandschaft in Steinbrink und Essern mit Torfwerk
- Heidepark in Essern (seit 1906)

### Kulturdenkmäler
- Jüdischer Friedhof Lavelsloh

### Sport
Der Männer-Turnverein Niedersachsen Diepenau e. V. von 1912 spielte zeitweise in der Faustball-Bundesliga.

### Regelmäßige Veranstaltungen
- Schützenfest des Schützenvereins Nordel e. V. an Himmelfahrt und dem darauffolgenden Wochenende
- Volksschützenfest mit attraktivem Bürgerschießen des Schützenvereins Lavelsloh e. V. am letzten Wochenende im August
- Lavelsloher Herbstmarkt am zweiten Oktoberwochenende
- Frühlingsfest im Ortsteil Lavelsloh veranstaltet vom Gewerbeverein Lavelsloh/Diepenau e. V.
- Sommerturnier des RV Steinbrink-Nordel-Essern traditionell am 2. Augustwochenende
- Flutlichtturnier des MTV Diepenau im August
- Faslam (Straßenkarneval) am ersten Wochenende im Februar
- traditioneller Heideparkgottesdienst in Essern am ersten Augustwochenende
- Schützenfest in Steinbrink an dem Wochenende nach Pfingsten
- Schützenfest des Schützenvereins Essern e. V. am letzten Wochenende im Juli

## Persönlichkeiten
- Statius Fabricius (1591–1651), deutscher Theologe, Professor der Universität Helmstedt und Abt im Kloster Amelungsborn
- Ferdinand Wahrendorff (1826–1898), Gründer der Wahrendorffschen Anstalten

## Verkehr
Der Haltepunkt Lavelsloh-Diepenau liegt an der Bahnstrecke Uchte–Rahden. Es findet kein täglicher SPNV statt; lediglich saisonal verkehren Züge der Museumsbahn.